# Incoronazione della Vergine (Beccafumi)
L'Incoronazione della Vergine è un dipinto a olio su tavola (300x174 cm) di Domenico Beccafumi, databile al 1539 circa e conservato nella Pinacoteca nazionale di Siena.

## Storia
La pala proviene dalla chiesa di Santo Spirito a Siena dalla quale è stata spostata in galleria in via cautelare solo in anni recenti. Essa stata commissionata dalle monache di Ognissanti e trasferita dopo che la loro chiesa era andata distrutta. 

## Descrizione e stile
Come spesso accade, la scena è impostata su due registri. In quello superiore una platea semicircolare di santi fa da sfondo all'incoronazione di Maria dalle mani di Cristo, sotto la benedizione della colomba dello Spirito Santo. Una nuvola di cherubini fa da base e tutto è impostato per dare un senso di profondità risolta in un emiciclo, che ricorda opere di Raffaello già da tempo assimilate nell'arte italiana (come la Disputa del Sacramento). 
Nella parte inferiore invece non si trovano i consueti apostoli, ma un consesso di santi, tra cui Maria Maddalena, Antonio da Padova, papa Gregorio XI (il papa che ascoltò Caterina da Siena) e Caterina d'Alessandria. Essi sono occupati, in un complesso gioco di rimandi di gesti e sguardi, di verificare sulle Sacre scritture l'avverarsi delle profezie e la glorificazione della Vergine nel regno dei cieli. Si tratta di figure che riecheggiano altre pitture dell'epoca, da Michelangelo a Rosso Fiorentino, sebbene abbiano quell'aspetto diafano e reso astratto dalla fluidità dell'impasto cromatico, tipica dell'arte del Beccafumi.